# Trećak
Trećak (en serbe cyrillique : Трећак) est un village de Serbie situé dans la municipalité de Kuršumlija, district de Toplica. Au recensement de 2011, il comptait 47 habitants.

## Démographie
| 1948 | 1953 | 1961 | 1971 | 1981 | 1991 | 2002 | 2011 |
| ---- | ---- | ---- | ---- | ---- | ---- | ---- | ---- |
| 237  | 280  | 275  | 213  | 156  | 110  | 62   | 47   |

|  |